# Dmitri Shuiski

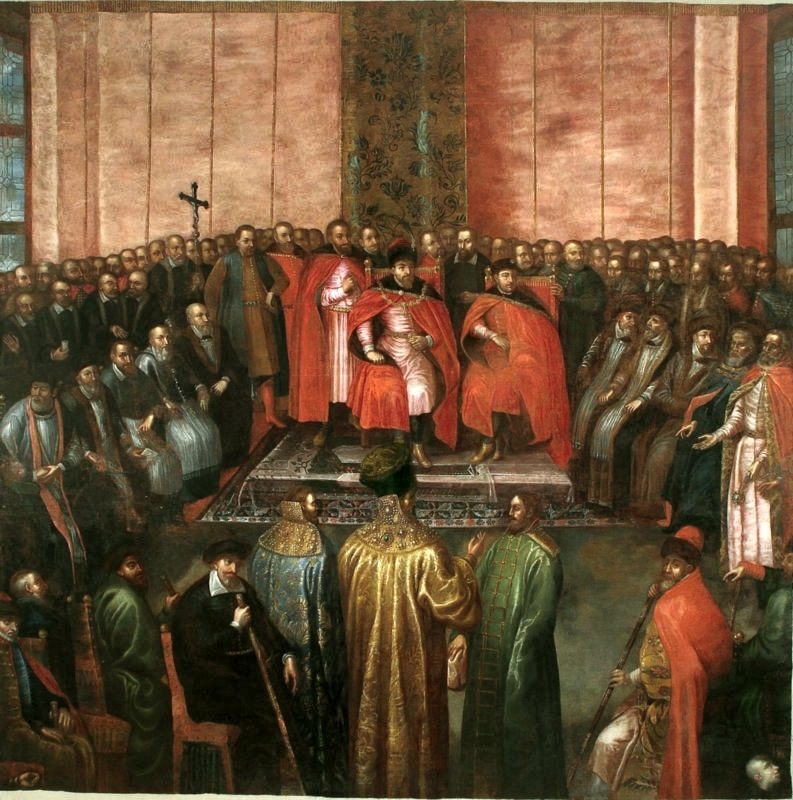
El depuesto zar Basilio IV y sus hermanos Dmitri Shuiski e Iván Shuiski-Púgovka juran lealtad al rey Segismundo III Vasa en el Castillo Real de Varsovia, en 1611.

El príncipe Dmitri Ivánovich Shuiski (en ruso: Дмитрий Шуйский; 1560 - Varsovia, 1613) fue un boyardo ruso de la familia Shuiski, hijo del príncipe Iván Andréievich Shuiski, hermano menor de Basilio IV (Vasili Shuiski). 
Como compañero de juegos del zarévich Fiódor Ioánnovich, el futuro zar Teodoro I de Rusia, Dmitri fue encargado de acompañarlo día y noche en sus viajes de monasterio en monasterio. En 1584, sus calumnias acerca del boyardo Iván Belski (Бельский, Иван Дмитриевич) causaron disturbios en Moscú. Dos años después, fue nombrado Voivoda de Kárgopol y Boyardo. Cuando Teodoro I ascendió al trono, se peleó con otro boyardo, Borís Godunov, siendo expulsado a su patrimonio familiar de Shuya. Posteriormente haría las paces con él y se casaría con su cuñada.
Dmitri Shuiski es recordado como un general singularmente incompetente. Fue derrotado por Dimitri I en 1606, compartiendo la desgracia y encarcelamiento con su hermano Vasili. Cuando el último fue elegido zar, puso a Dmitri a cargo del ejército, con el que perdió todas las batallas que libró contra los invasores polacos y sus aliados. Consecuentemente, fue relevado de su cargo y reemplazado por un primo suyo más joven, Mijaíl Skopín-Shuiski, al que muchos miraban como el próximo zar.
Según los rumores, Dmitri se puso celoso de los éxitos de su primo y lo hizo envenenar. En la batalla de Klúshino sufrió una derrota ignominiosa: estaba durmiendo cuando empezó la batalla y escapó a Moscú con los pies descalzos. Fue capturado por los polacos que lo llevaron a Varsovia, donde murió en 1613.
Después de la caída de Vasili IV Shuiski, los polacos llevaron a todos los descendientes de Shuiski a Polonia. Dmitri, como su esposa y su hermano, murieron en cautiverio en 1612 como prisioneros en el castillo de Gostynin. En 1635, después de la conclusión de la paz con la Mancomunidad, los cuerpos de los muertos fueron transportados solemnemente al Zarato ruso. Vasili Ivánovich fue enterrado en la Catedral del Arcángel Miguel del Kremlin de Moscú, Dmitri Ivánovich en el cementerio de Vagánkovo, los restos de Catalina fueron transportados a Súzdal y enterrados en el lado norte de la Catedral de la Intercesión.